# 久世橋通

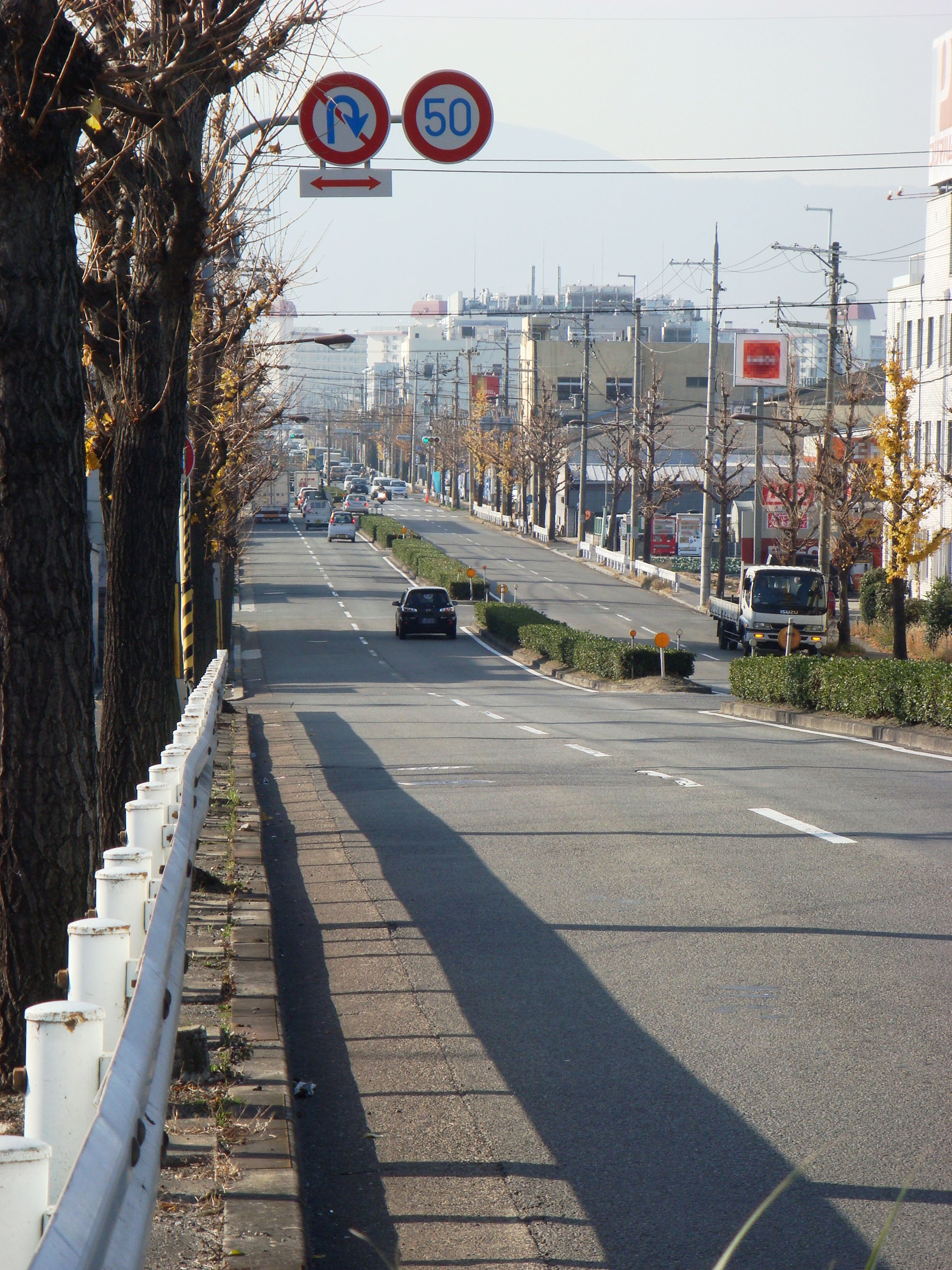
久世橋通

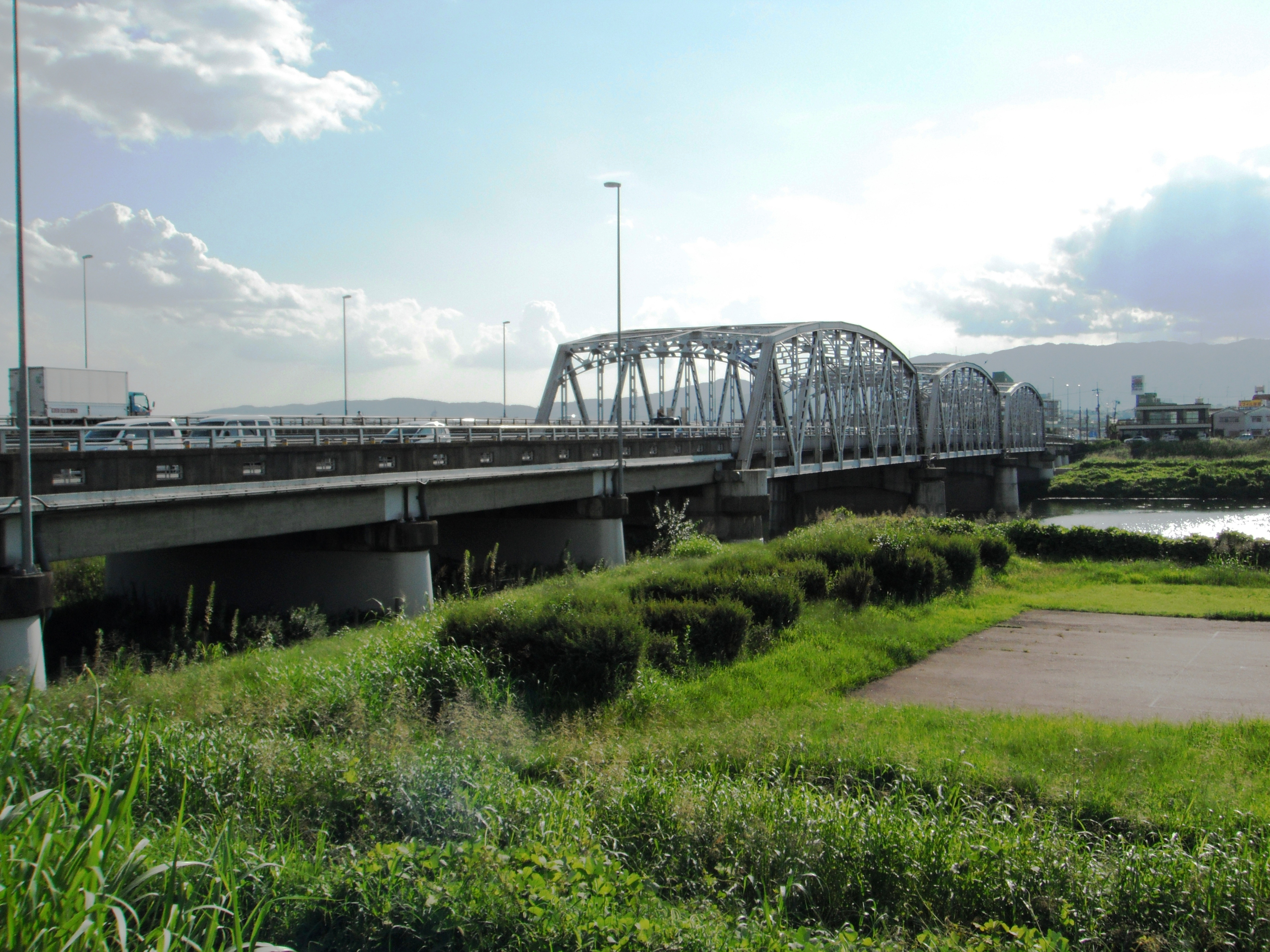
久世橋（桂川左岸より撮影）

久世橋通（くぜばしどおり）は京都市南部の東西方向の幹線道路である。

## 概要
日本万国博覧会が行われた1970年（昭和45年）に開通した。東側の起点は、鴨川に架かる勧進橋北側の竹田街道であり、その交差点である竹田街道久世橋通以東は鴨川に沿ってカーブをして河原町通になる。西側の起点は久世橋の西側の上久世交差点である。
通り名の由来となっている久世橋の区間のみ国道171号（府道14号重複）に属する。全区間4車線であり、西に向かうほど交通量は多くなる傾向にある。
国道1号との交差点では久世橋通側が青信号となる時間が短く、特に東行きは直進車線が1車線しかないために渋滞が激しい。

## 交差する道路など
- 交差する道路などの特記がないものは市道。

| 交差する道路など 北←<久世橋通>→南                      | 交差する道路など 北←<久世橋通>→南 | 交差する場所 | 交差する場所     | 路線番号                  |                    |
| ------------------------------------------------------ | --------------------------------- | ------------ | ---------------- | ------------------------- | ------------------ |
| 府道32号下鴨京都停車場線<河原町通>四条河原町・下鴨方面 |                                   |              |                  |                           |                    |
| 国道24号 <竹田街道>                                    | 国道24号 <竹田街道>               | 南区         | 竹田街道久世橋通 | -                         | 東↑ ∧久世橋通∨ ↓西 |
| <烏丸通]                                               | -                                 | 南区         | 久世橋通烏丸     | -                         | 東↑ ∧久世橋通∨ ↓西 |
| <新町通>                                               | <新町通>                          | 南区         | 久世橋通新町     | -                         | 東↑ ∧久世橋通∨ ↓西 |
| <油小路通>                                             | <油小路通>                        | 伏見区       | 久世橋通油小路   | -                         | 東↑ ∧久世橋通∨ ↓西 |
| <大宮通>                                               | <大宮通>                          | 南区         | 久世橋通大宮     | -                         | 東↑ ∧久世橋通∨ ↓西 |
| 国道1号 <京阪国道>                                     | 国道1号 <京阪国道>                | 南区         | 国道1号久世橋    | -                         | 東↑ ∧久世橋通∨ ↓西 |
| <千本通>                                               | <千本通>                          | 南区         | 久世橋通旧千本   | -                         | 東↑ ∧久世橋通∨ ↓西 |
| <新千本通>                                             | <新千本通>                        | 南区         | 久世橋通新千本   | -                         | 東↑ ∧久世橋通∨ ↓西 |
| <御前通>                                               | <御前通>                          | 南区         | 久世橋通御前     | -                         | 東↑ ∧久世橋通∨ ↓西 |
| 国道171号 <葛野大路通>                                 | <葛野大路通>                      | 南区         | 石原             | -                         | 東↑ ∧久世橋通∨ ↓西 |
| 国道171号 <葛野大路通>                                 | <葛野大路通>                      | 南区         | 石原             | 国道171号（府道14号重複） | 東↑ ∧久世橋通∨ ↓西 |
| <西国街道]                                             | 府道201号中山稲荷線               | 南区         |                  |                           | 東↑ ∧久世橋通∨ ↓西 |
| 桂川                                                   | 桂川                              | 南区         | 久世橋・新久世橋 |                           | 東↑ ∧久世橋通∨ ↓西 |
| 府道123号水垂上桂線                                    | 府道123号水垂上桂線 [西国街道>    | 南区         | 久世橋西詰       |                           | 東↑ ∧久世橋通∨ ↓西 |
| 府道201号中山稲荷線                                    | -                                 | 南区         |                  |                           | 東↑ ∧久世橋通∨ ↓西 |
| <桂川街道] 桂方面                                      | 国道171号 高槻方面                | 南区         | 上久世           |                           | 東↑ ∧久世橋通∨ ↓西 |
| <桂川街道] 桂方面                                      | 国道171号 高槻方面                | 南区         | 上久世           |                           | 東↑ ∧久世橋通∨ ↓西 |
| 府道201号中山稲荷線 物集女・洛西ニュータウン方面       |                                   |              |                  |                           |                    |

## 交通量
2005年度（平成17年度道路交通センサスより）
平日24時間交通量（台）
- 南区上鳥羽北島田町：20,995

## 沿道のおもな施設
- 日本交通京都営業所
- 任天堂本社
- 京阪バス洛南営業所
- 村田機械本社
- 京都拘置所
- 近畿日本鉄道京都線 - 上鳥羽口駅
- ヤサカバス車庫
- 天下一品上鳥羽店